# Frederick Beaumont-Nesbitt

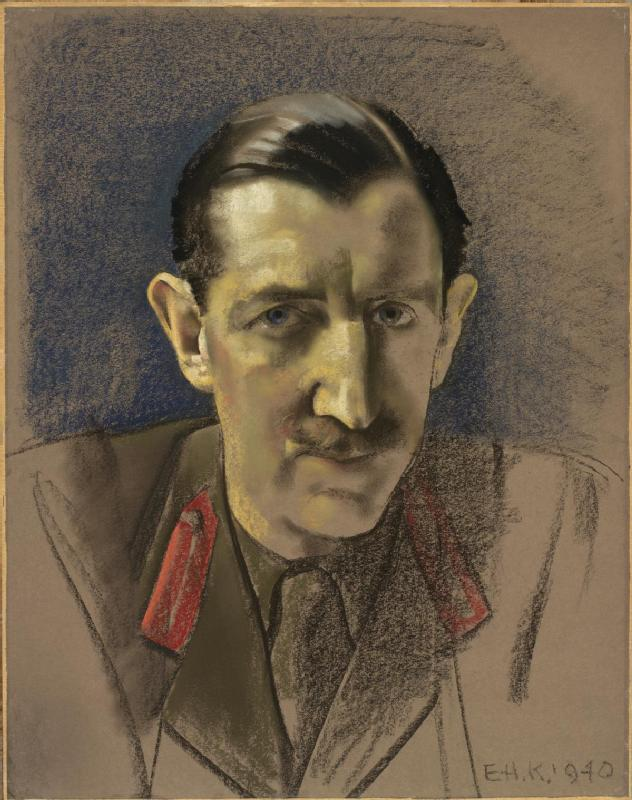
Generalmajor Frederick Beaumont-Nesbitt (Porträt von Eric Kennington, 1940).

Frederick „Paddy“ George Beaumont-Nesbitt, CVO, CBE, MC (* 26. März 1893; † 14. Dezember 1971) war ein britischer Offizier der British Army, der als Generalmajor unter anderem zu Beginn des Zweiten Weltkrieges zwischen 1939 und 1940 Leiter des Militärischen Nachrichtendienstes (Director of Military Intelligence) war. Später fungierte er noch von 1959 bis 1967 als Gentleman Usher im Königlichen Haushalt von Königin Elisabeth II.

## Leben

### Familiäre Herkunft, Offiziersausbildung und Erster Weltkrieg
Frederick „Paddy“ George Beaumont-Nesbitt war das zweite von vier Kindern von Edward John Downing Beaumont-Nesbitt (1859–1944) und dessen Ehefrau Helen Thomas († 1918), deren Bruder der Politiker Freeman Freeman-Thomas war, der zwischen 1926 und 1931 Generalgouverneur Kanadas sowie von 1931 bis 1936 Vizekönig von Indien war und 1936 zum 1. Marquess of Willingdon erhoben wurde.
Er selbst besuchte das renommierte Eton College und absolvierte im Anschluss eine Offiziersausbildung an der Royal Military Academy Sandhurst (RMAS). Nach Abschluss der Ausbildung trat er 1912 als Leutnant (Second Lieutenant) in das Gardegrenadierregiment Grenadier Guards ein und wurde am 5. August 1914 zum Oberleutnant (Lieutenant) befördert. Nach seiner Beförderung zum Hauptmann (Captain) übernahm er während des Ersten Weltkrieges am 3. August 1915 den Posten als Adjutant in einem Divisionsbasisdepot (Divisional Base Depot) Im Anschluss fungierte er zwischen 1915 und dem 16. August 1916 als Aide-de-camp des Kommandierenden Generals des 11. Heereskorps (XI Corps) und war vom 8. Mai 1917 bis Januar 1918 Generalstabsoffizier (General Staff Officer Grade 3) der in Frankreich eingesetzten Vierten Armee (Fourth Army). Zuletzt wurde er am 3. Januar 1918 Brigademajor der ebenfalls in Frankreich operierenden 3. Gardebrigade (3rd Guards Brigade).

### Zwischenkriegszeit
Nach Ende des Ersten Weltkrieges wurde er 1919 zunächst Adjutant einer Zerstreuungseinheit (Dispersal Unit) und daraufhin zwischen 1919 und 1920 Stabshauptmann (Staff Captain) der 2. Gardebrigade (2nd Guards Brigade). Für seine Verdienste wurde er am 12. Dezember 1919 mit dem Military Cross (MC) ausgezeichnet. Er blieb in Frankreich und arbeitete von 1920 bis zum 22. August 1921 als Englischlehrer an einer französischen Militärschule. Nach seiner Rückkehr fungierte er zwischen 1921 und dem 19. August als Adjutant der Grenadier Guards sowie im Anschluss vom 1. November 1922 bis zum 1. Juni 1924 als Generalstabsoffizier Dritten Grades im Kriegsministerium (War Office). In dieser Verwendung erfolgte am 2. Februar 1924 auch seine Beförderung zum Major.
Nach einer darauffolgenden Verwendung von Juni 1924 bis September 1926 als Offizier im Regiment der Grenadier Guards kehrte er am 1. September 1926 ins Kriegsministerium zurück, in dem er bis zum 1. September 1930 nunmehr Generalstabsoffizier Zweiten Grades (General Staff Officer Grade 2) war. Danach fand er wieder Verwendung bei den Grenadier Guards und war nach seiner Beförderung zum Oberstleutnant (Lieutenant-Colonel) am 22. Mai 1932 schließlich zwischen 1932 und 1935 Kommandeur des 2. Bataillons der Grenadier Guards. Im Anschluss war er zwischen 1935 und 1936 Absolvent des Imperial Defence College (IDC), wo Richard O’Connor zu seinen Lehrgangskameraden gehörte. Am 1. Februar 1936 übernahm er im Range eines Generalstabsoffiziers Ersten Grades den Posten als Militärattaché an der Botschaft in Frankreich und hatte diesen bis zum 28. August 1938 inne. Zugleich wurde ihm am 1. Februar 1936 der Brevet-Rang eines Oberst (Brevet Colonel) gemäß den Bestimmungen des Artikels 1S2A der Royal Warrant for Pay and Promotion, 1931 verliehen. Bereits am 22. Mai 1936 erfolgte seine Beförderung zum Oberst (Colonel) mit Rückwirkung zum 1. Februar 1936. Nach seiner Rückkehr übernahm er im Kriegsministerium am 29. August 1938 den Posten als stellvertretender Direktor des Militärischen Nachrichtendienstes (Deputy Director of Military Intelligence, War Office) und bekleidete diesen bis September 1939. In dieser Verwendung wurde ihm am 29. August 1938 der vorübergehende Dienstgrad eines Brigadegenerals (Temporary Brigadier) verliehen. Für seine Verdienste wurde er des Weiteren 1938 Commander des Royal Victorian Order (CVO).

### Zweiter Weltkrieg

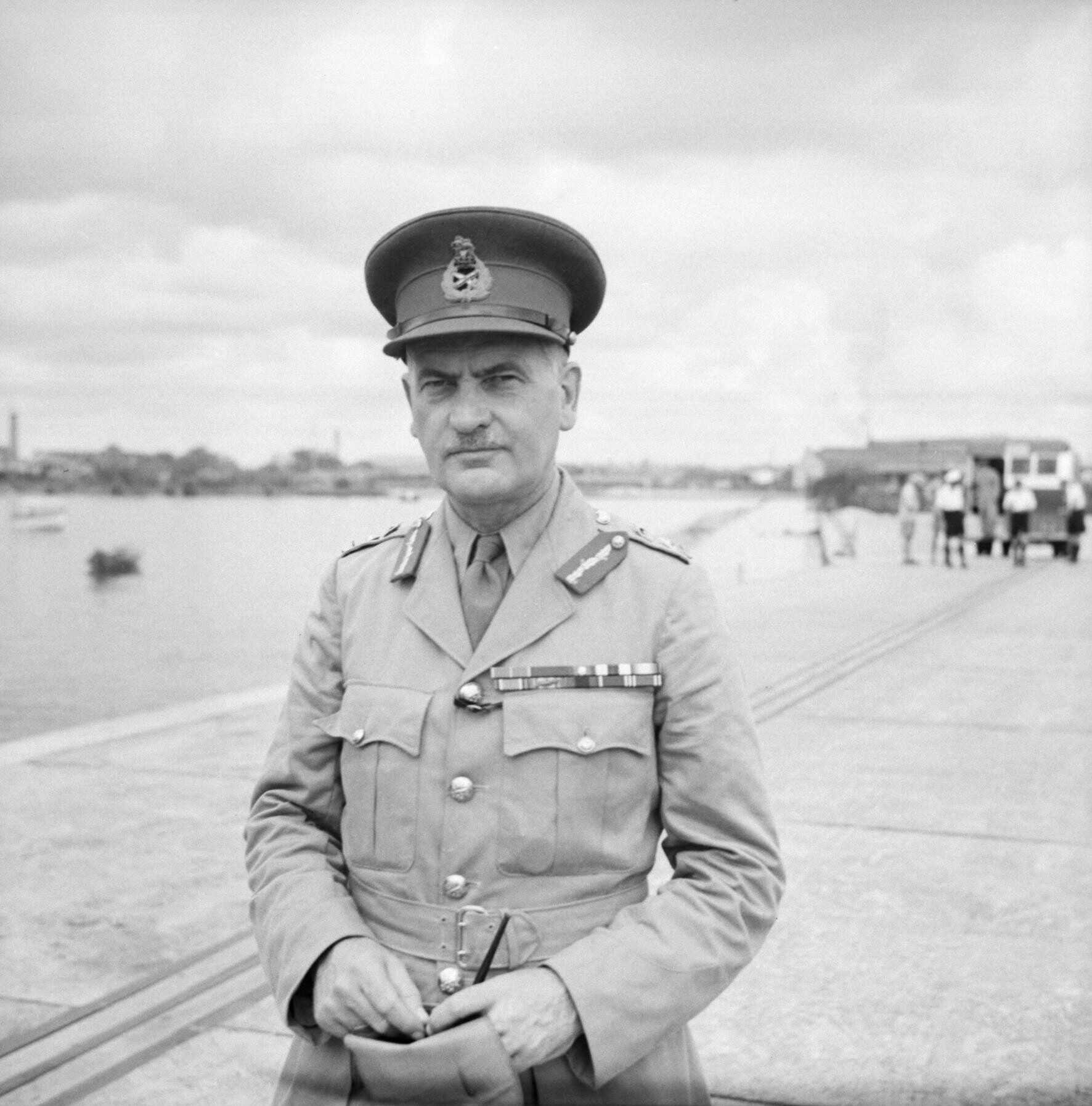
Als Nachfolger von Generalmajor Henry Royds Pownall wurde Beaumont-Nesbitt zu Beginn des Zweiten Weltkrieges am 4. September 1939 Leiter des Militärischen Nachrichtendienstes (Director of Military Intelligence).

Zu Beginn des Zweiten Weltkrieges löste Beaumont-Nesbitt am 4. September 1939 Generalmajor Henry Royds Pownall als Leiter des Militärischen Nachrichtendienstes (Director of Military Intelligence) ab und verblieb auf diesem bis zum 16. Dezember 1940, woraufhin Generalmajor Francis Davidson seine Nachfolge antrat. Aufgrund dieser Funktion wurde er am 4. September 1939 zunächst kommissarischer Generalmajor (Acting Major-General), ehe ihm ein Jahr später am 4. September 1940 der vorübergehende Dienstgrad eines Generalmajors (Temporary Major-General) verliehen wurde. Nach Beendigung der Tätigkeit als Director of Military Intelligence wurde er am 16. Dezember 1940 in seinen regulären Dienstgrad eines Obersten zurückversetzt.
Am 15. Januar 1941 wurde „Paddy“ George Beaumont-Nesbitt zum Militärattaché an der Botschaft in den USA ernannt und hatte dieses Amt bis zum 15. Juni 1941 inne. Zugleich wurde ihm in dieser Funktion am 15. Januar 1941 erneut der vorübergehende Dienstgrad eines Generalmajors verliehen. Am 15. Juni 1941 erfolgte seine Berufung zum Generalmajor im Generalstab, woraufhin er vom 15. Juni 1941 bis 1943 dem Britischen Heeresstab (British Army Staff) bei der Britischen Militärmission (British Army Mission) in Washington, D.C. zugeordnet wurde. Im weiteren Kriegsverlauf fungierte er zwischen 1943 und 1944 als Major im Generalstab des Kommandos Mittlerer Osten (Middle East Command), das für den Kriegsschauplatz Mittlerer Osten, Nordafrika und Italien zuständig war. Im Anschluss wurde am 16. April 1944 Chef der Verbindungssektion im Alliierten Hauptquartier für Nordafrika sowie Verbindungsoffizier zu Feldmarschall Sir Harold Rupert Leofric George Alexander und verblieb auf diesem Posten bis 1945. Für seine militärischen Verdienste im Mittleren Osten wurde er am 6. April 1944 im Kriegsbericht erwähnt (Mentioned in dispatches). Zugleich war er zwischen dem 31. Oktober 1944 und dem 4. September 1945 Aide-de-camp von König Georg VI. und wurde für seine Verdienste 1945 zudem Commander des Order of the British Empire (CBE).

### Gentleman Usher, Ehen und Nachkommen
Nach Kriegsende schied Frederick Beaumont-Nesbitt 1945 aus dem aktiven Militärdienst aus und trat in den Ruhestand. Am 26. März 1953 erreichte er schließlich die Altersgrenze von 60 Jahren, wonach er nicht erneut in aktiven Militärdienst zurückberufen werden konnte, und schied damit aus der Reserve aus. Als Nachfolger von Konteradmiral Frederick Robert Joseph Mack erfolgte am 10. November 1959 seine Ernennung zum Gentleman Usher im Königlichen Haushalt von Königin Elisabeth II. und hatte dieses Ehrenamt bis zum 1. April 1967 inne. Daraufhin wurde er am 1. April Extra Gentleman Usher.
Beaumont-Nesbitt war zwei Mal verheiratet. In erster Ehe heiratete er am 24. April 1915 Cecilia Mary Lavinia Bingham (1893–1920), eine Tochter von Generalmajor Hon. Sir Cecil Edward Bingham (1861–1934) und dessen Ehefrau Rose Ellinor Guthrie. Aus dieser Ehe gingen die beiden Kinder David John Frederick Beaumont-Nesbitt (1916–1963) und Audrey Helen Anne Beaumont-Nesbitt (1919–2009), die in zweiter Ehe mit Generalmajor John Edward Cordingley (1916–2011) verheiratet war. Nachdem seine Ehefrau Cecilia Bingham am 26. August 1920 im Alter von nur 27 Jahren verstorben war, heiratete Beaumont-Nesbitt am 1. März 1928 in zweiter Ehe Honourable Ruby Hardinge (1897–1977), ältere Tochter von Henry Charles Hardinge, 3.Viscount Hardinge of Lahore and Kings Newton (1857–1924) und dessen Ehefrau Mary Frances Nevill. Aus dieser Ehe stammten die drei Kinder June Rose Beaumont-Nesbitt (* 1929), Dermot Patrick Beaumont-Nesbitt (1931–2016) sowie Brian Beaumont-Nesbitt (* 1932).